# Olaf Torsten
Olaf Walter Hans Torsten (* 28. November 1921 in Schneidemühl; † 1996 in Berlin) war ein deutscher Schauspieler.

## Leben
Torsten erhielt seine Ausbildung an der Schauspielschule des Deutschen Theaters Berlin und an der Hochschule für Musik Berlin. Er debütierte 1946 als Jugendlicher Held an den Städtischen Bühnen Plauen. Es folgten Engagements in Plauen, Magdeburg, Berlin, Hamburg und Krefeld. Als Student Werner Rütting spielte er 1950 eine tragende Rolle in dem Film Des Lebens Überfluß.

## Filmografie
- 1950: Der Rat der Götter
- 1950: Des Lebens Überfluß
- 1967: Ist er gut? – Ist er böse?

## Theater
- 1948: Wsewolod Wischnewski: Optimistische Tragödie – Regie: Wolfgang Langhoff (Haus der Kultur der Sowjetunion)
- 1970: Fernando Arrabal: ...und sie legten den Blumen Handschellen an – Regie: Klaus Hoser/ Christian Rateuke (Forum Theater Berlin, Kurfürstendamm 203)

## Hörspiele
- 1975: Jusuf Naoum: Erzählungen des Fischers Sidaoui? (Sidaoui) – Regie: Peter Ulbrich (Hörspiel – RIAS Berlin)